# NK Šujica
NK Šujica je hrvatski nogometni klub iz sela Šujica u tomislavgradskoj općini, BiH. 

## Povijest
Klub je osnovan 16. listopada 1973, a prvi predsjednik bio je Jure Pašalić. Igrali su u prvoj sezoni Prve lige Herceg-Bosne. U konačnom poretku zauzeli su 10. mjesto. Kasnije su igrali u Drugoj ligi Herceg-Bosne, a u sezoni 1997./98. igraju Hercegobosansku županijsku nogometna liga.
Najveći uspjeh ovoga kluba je igranje u Drugoj ligi – Jug. U sezoni 2013./14. Šujica je osvojila Međužupanijsku ligu HBŽ i ZHŽ gdje se natječu nakon ispadanja iz Druge Lige u sezoni 2015./16.

## Uspjesi
Međužupanijska liga HBŽ i ZHŽ
- prvak (4): 2013./14., 2016./17., 2017./18., 2019./20.

## Pregled plasmana po sezonama
| Sezona    | Rang | Liga                          | Plasman | Izvori |
| --------- | ---- | ----------------------------- | ------- | ------ |
| 2017./18. | IV.  | Međužupanijska liga HBŽ i ZHŽ | 1.      | [ 4 ]  |
| 2018./19. | IV.  | Međužupanijska liga HBŽ i ZHŽ | 4.      | [ 5 ]  |
| 2019./20. | IV.  | Međužupanijska liga HBŽ i ZHŽ | 1.      | [ 6 ]  |
| 2020./21. | IV.  | Međužupanijska liga HBŽ i ZHŽ | 5.      | [ 7 ]  |
| 2021./22. | IV.  | Međužupanijska liga HBŽ i ZHŽ | 3.      | [ 8 ]  |
| 2022./23. | IV.  | Međužupanijska liga HBŽ i ZHŽ | 2.      | [ 9 ]  |
| 2023./24. | IV.  | Međužupanijska liga HBŽ i ZHŽ | 6.      | [ 10 ] |
| 2024./25. | IV.  | Međužupanijska liga HBŽ i ZHŽ | –       |        |